# Stanisław Młodożeniec (malarz)
Stanisław Młodożeniec (ur. 1953) – polski malarz.
Ukończył studia na Wydziale Malarstwa Akademii Sztuk Pięknych w Warszawie, w pracowniach profesorów Michała Byliny i Jacka Sienickiego. Maluje obrazy realistyczne lub figuratywne i abstrakcje. Inspiruje się tradycjami wielkich awangard pierwszej połowy XX wieku. Od dwudziestu lat mieszka i tworzy w Nowym Jorku, który chętnie uwiecznia w swoich pracach. Ostatnio prace Stanisława Młodożeńca obszerniej prezentowane były w trakcie festiwalu „New New Yorkers” w Warszawie w 2004 roku.
Należy do znanej rodziny artystów: jest synem grafika Jana Młodożeńca i bratem grafika Piotra oraz wnukiem poety Stanisława Młodożeńca.

## Wystawy
- 1978 Malarstwo, Galeria Sztuki Współczesnej, Warszawa[potrzebny przypis]
- 1978 Premi Internacional de Dibujo, Fundación de Joan Miro, Barcelona[potrzebny przypis]
- 1980 35 lat malarstwa w Polsce Ludowej, Poznań[potrzebny przypis]
- 1981 Malarstwo i rysunek, Galeria Nowy Świat, Warszawa[potrzebny przypis]
- 1982 „Świadectwo obecności”, kościół św. Krzyża, Warszawa[potrzebny przypis].
- 1982 „Jeune Expression”, Grand Palais, Paryż[potrzebny przypis]
- 1985 „East Europeans”, El Bahia Gallery, Nowy Jork.[potrzebny przypis]
- 1989 Malarstwo i rysunek (z ojcem Janem i bratem Piotrem), Polish American Artist Society, Nowy Jork „SigniertMlodozeniec”, Inspirues Polski Instytut Kultury, „Młodożeńcy”, Berlin[potrzebny przypis]
- 1991 „Jesteśmy”, Zachęta, Warszawa[potrzebny przypis].
- 1991 Malarstwo i rysunek (z ojcem Janem i bratem Piotrem), Polish American Artist Society, Nowy Jork „SigniertMlodozeniec”, Inspirues Polski Instytut Kultury, „Młodożeńcy”, Berlin[potrzebny przypis]
- 1991 Muzeum Xawerego Dunikowskiego, Królikarnia, Warszawa[potrzebny przypis]
- 1994 Malarstwo i rysunek, A.G. Ornoch Gallery at Art 80, Spadina, Toronto[potrzebny przypis]
- 1995 Malarstwo i rysunek, Galeria „Nowego Dziennika”, Nowy Jork[potrzebny przypis]
- 1997 Malarstwo, Stefania Gallery, Nowy Jork malarstwo, A.G. Ornoch Gallery at Art 80, Spadina, Toronto[potrzebny przypis]
- 1999 Malarstwo, BWA Sopot (z bratem Piotrem)[potrzebny przypis].
- 2003 Malarstwo i rysunek, Galeria Kurier Plus, Nowy Jork.[potrzebny przypis]
- 2003 Malarstwo, Muzeum w Kazimierzu Dolnym[potrzebny przypis]
- 2004 New Newyorkers, Fabryka Trzciny[potrzebny przypis]
- 2006 Malarstwo, Galeria na Hożej[potrzebny przypis]
- 2009 Malarstwo, Galeria Kurier Plus, Nowy Jork[potrzebny przypis]